# Twierdza Świnoujście

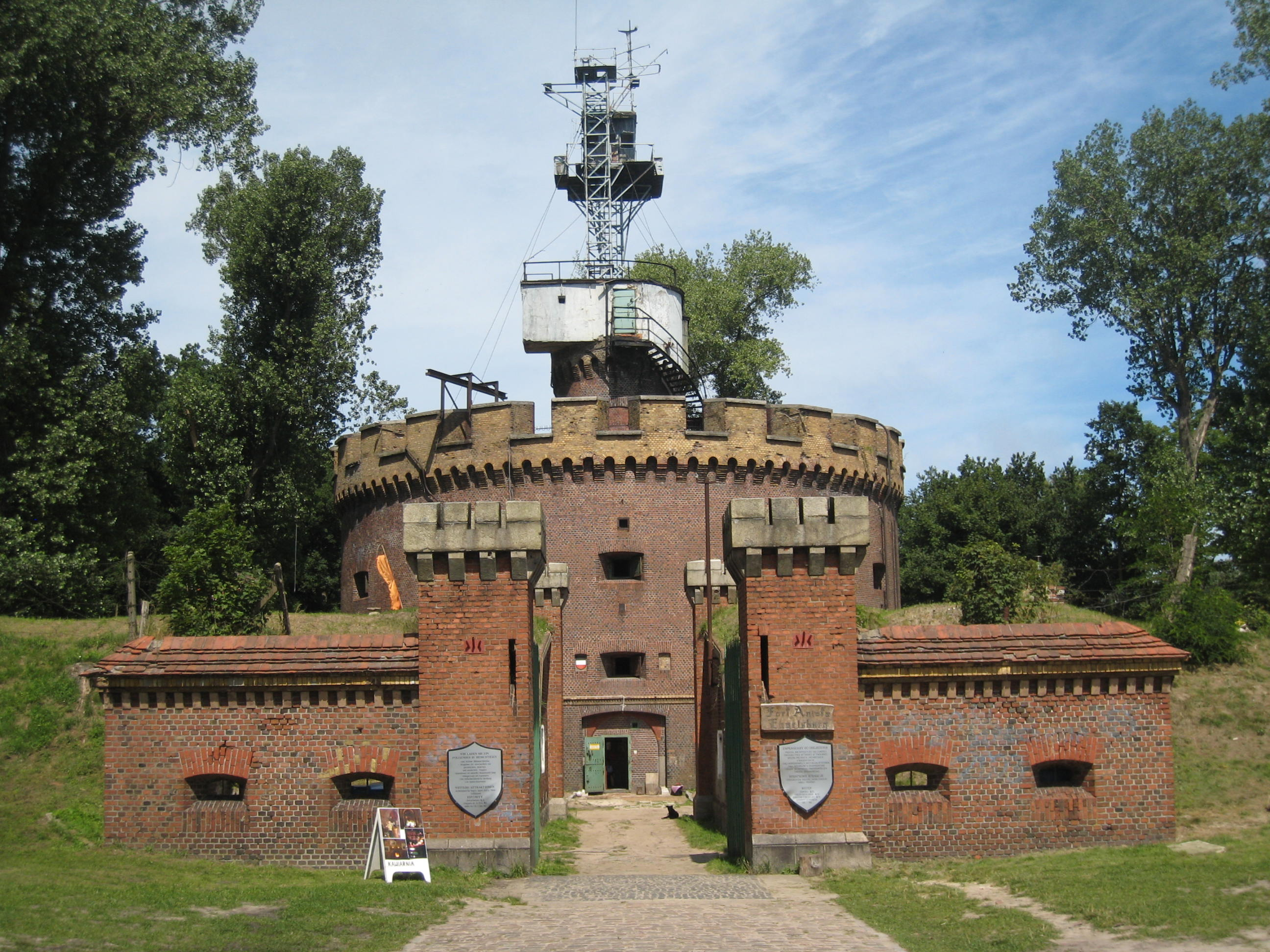
Twierdza Świnoujście, Fort Anioła

Twierdza Świnoujście (niem. Festung Swinemünde) – pruski zespół fortyfikacji zbudowany w celu obrony portu w Świnoujściu.
Twierdza w Świnoujściu zbudowana została w XIX wieku. Autorem projektu był Johann Leopold Ludwig Brese. Składała się z czterech fortów, z których do naszych czasów przetrwały trzy. Są to: Fort Anioła, Fort Gerharda i Fort Zachodni. Czwartym dziełem był Fort I, zniszczony w latach siedemdziesiątych XX wieku. 
W konsekwencji rozpętania wojny w 1939 roku przez III Rzeszę, w 1945 do twierdzy dotarły wojska Armii Czerwonej. Po walkach z wojskami niemieckimi, wśród których był i oddział z X Korpusu SS, żołnierze z 2 Armii Uderzeniowej gen. Iwana Fiediuninskiego i 19 Armii gen. Władimira Romanowskiego zdobyli Świnoujście 5 maja 1945.